# Meitei mayek
Pour les articles homonymes, voir Meitei.
Le Meitei mayek (ꯃꯩꯇꯩ ꯃꯌꯦꯛ en meitei) est le système d'écriture traditionnel de la langue meitei (aussi appelée manipuri), parlée principalement dans l'État de Manipur au nord-est de l'Inde. Cet alphabet, qui aurait des origines remontant au VIe siècle, se compose de 18 lettres de base et de 9 lettres empruntées à d'autres langues indo-aryennes. Bien qu'il ait été largement remplacé par l'alphasyllabaire bengali au XVIIIe siècle, le Meitei mayek connaît un renouveau depuis les années 1980 dans le cadre des efforts de préservation culturelle et linguistique du peuple meitei.

## Représentation informatique
Le système d'écriture est inclus dans le standard Unicode depuis la version 5.2.0 en 2009, avec l'attribution du bloc U+ABC0–U+ABFF. Cette inclusion permet l'affichage et la saisie du Meitei mayek sur les systèmes informatiques modernes. Des polices de caractères spécifiques ont été développées pour prendre en charge cet alphabet, comme "Eeyek Unicode". 
L'alphabet de base, les signes voyelles combinatoires, le signe de ponctuation standard danda, et les 10 chiffres sont encodés dans le bloc Unicode de base.
Les lettres de base sont nommées en meitei comme des parties du corps humain.
| en fr  | 0 | 1 | 2 | 3 | 4 | 5 | 6 | 7 | 8 | 9 | A | B | C | D | E | F |
| ------ | - | - | - | - | - | - | - | - | - | - | - | - | - | - | - | - |
| U+ABC0 | ꯀ | ꯁ | ꯂ | ꯃ | ꯄ | ꯅ | ꯆ | ꯇ | ꯈ | ꯉ | ꯊ | ꯋ | ꯌ | ꯍ | ꯎ | ꯏ |
| U+ABD0 | ꯐ | ꯑ | ꯒ | ꯓ | ꯔ | ꯕ | ꯖ | ꯗ | ꯘ | ꯙ | ꯚ | ꯛ | ꯜ | ꯝ | ꯞ | ꯟ |
| U+ABE0 | ꯠ | ꯡ | ꯢ | ꯀꯣ | ꯀꯤ | ꯀꯥ | ꯀꯦ | ꯀꯧ | ꯀꯨ | ꯀꯩ | ꯀꯪ | ꯫ | ꯀ꯬ | ꯀ꯭ |   |   |
| U+ABF0 | ꯰ | ꯱ | ꯲ | ꯳ | ꯴ | ꯵ | ꯶ | ꯷ | ꯸ | ꯹ |   |   |   |   |   |   |

Les caractères suivants sont pour la représentation des orthographes historiques (ou la transcription d'autres langues indiennes) et ne figurent pas dans l'alphabet normalisé par le gouvernement de l'État indien du Manipour pour l'écriture de la langue meitei (ou manipouri) actuelle officielle dans cet État.
| en fr  | 0 | 1 | 2 | 3 | 4 | 5 | 6 | 7 | 8 | 9 | A | B | C | D | E | F |
| ------ | - | - | - | - | - | - | - | - | - | - | - | - | - | - | - | - |
| U+AAE0 | ꫠ | ꫡ | ꫢ | ꫣ | ꫤ | ꫥ | ꫦ | ꫧ | ꫨ | ꫩ | ꫪ | ꯀꫫ | ꯀꫬ | ꯀꫭ | ꯀꫮ | ꯀꫯ |
| U+AAF0 | ꫰ | ꫱ | ꫲ | ꫳ | ꫴ | ꯀꫵ | ꯀ꫶ |   |   |   |   |   |   |   |   |   |